# Lenny Kravitz
Leonard Albert Kravitz (sinh ngày 26 tháng 5 năm 1964) là một ca sĩ kiêm sáng tác nhạc, nhạc công chơi đa nhạc cụ, nhà sản xuất nhạc kiêm nam diễn viên người Mỹ. Phong cách nhạc của anh thường kết hợp nhiều thể loại như rock, blues, soul, R&B, funk, jazz, reggae, hard rock, psychedelic, pop, folk và ballad. Kravitz từng có 4 năm liên tiếp đoạt giải Grammy cho Trình diễn rock đơn nam xuất sắc nhất từ 1999 đến 2002, thiết lập nên kỷ lục nhiều chiến thắng nhất ở hạng mục đó cũng như kỷ lục là nam nghệ sĩ thắng nhiều giải liên tiếp nhất ở một hạng mục. Anh cũng từng được đề cử và giành nhiều giải thưởng khác, như giải âm nhạc Mỹ, giải Video âm nhạc của MTV, Radio Music Awards, giải Brit và Blockbuster Entertainment Awards. Anh được VH1 liệt ở hạng 93 trong danh sách "100 nghệ sĩ hard rock xuất sắc nhất". Anh còn được trao Huân chương về văn học và nghệ thuật của Pháp vào năm 2011 và từng đóng vai Cinna trong loạt phim điện ảnh The Hunger Games. Trong suốt sự nghiệp, Kravitz đã bán được hơn 40 triệu album trên toàn thế giới.

## Danh sách đĩa nhạc
Album phòng thu
- Let Love Rule (1989)
- Mama Said (1991)
- Are You Gonna Go My Way (1993)
- Circus (1995)
- 5 (1998)
- Lenny (2001)
- Baptism (2004)
- It Is Time for a Love Revolution (2008)
- Black and White America (2011)
- Strut (2014)
- Raise Vibration (2018)
- Blue Electric Light (2024)

## Danh sách phim
| Năm  | Tựa phim                                       | Vai diễn                  | Ghi chú |
| ---- | ---------------------------------------------- | ------------------------- | --- |
| 1998 | The Rugrats Movie                              | Newborn Baby (lồng tiếng) | Đề cử – Kids Choice Award cho nam diễn viên lồng tiếng phim hoạt hình xuất sắc nhất |
| 2005 | Zoolander                                      | Chính anh                 | Vai khách mời |
| 2001 | Being Mick                                     | Chính anh                 | Vai phụ |
| 2002 | The Simpsons                                   | Chính anh                 | |
| 2004 | Rebelde                                        | Chính anh                 | Vai khách mời |
| 2007 | The Diving Bell and the Butterfly              | Chính anh                 | Vai khách mời |
| 2009 | Precious                                       | Y tá John                 | Vai phụ Black Reel Award cho dàn diễn viên xuất sắc Giải hội phê bình điện ảnh Boston cho dàn diễn viên xuất sắc nhất Đề cử—Giải Critic' Choice cho dàn diễn viên xuất sắc nhất Đề cử—NAACP Image Award cho nam diễn viên phụ phim điện ảnh xuất sắc nhất Đề cử—Giải SAG cho dàn diễn viên phim điện ảnh xuất sắc nhất Đề cử—Giải hội phê bình điện ảnh khu vực Washington D.C. cho dàn diễn viên xuất sắc nhất |
| 2012 | The Hunger Games                               | Cinna                     | Vai phụ |
| 2012 | The World Is Watching: Making the Hunger Games | Chính anh                 | Phim tài liệu |
| 2013 | The Butler                                     | James Holloway            | Vai phụ |
| 2013 | The Hunger Games: Catching Fire                | Cinna                     | Vai phụ |
| 2014 | Holy Ghost                                     | Chính anh                 | Vai khách mời |
| 2016 | Zoolander 2                                    | Chính anh                 | Vai khách mời |
| 2016 | Better Things                                  | Mel Trueblood             | Vai khách mời |
| 2016 | Star                                           | Roland Crane              | Vai chính |

## Lưu diễn
- Let Love Rule Tour (1990)
- There Is Only One Truth Tour (1991)
- Universal Love Tour (1993)
- Circus Tour (1995–96)
- The Freedom Tour (1998–99)
- Lenny Tour (2002)
- The Baptism Tour (2004)
- Celebration Tour (2005)
- Electric Church Tour: One Night Only (2005)
- Get On The Bus Mini-Tour (2008)
- Love Revolution Tour (2008)
- LLR 20(09) Tour (2009)
- Black and White Tour (2011)
- Strut Tour (2014–15)
- Raise Vibration Tour (2018–19)
- Here To Love Tour (2020)

## Giải thưởng và đề cử

### Giải Grammy
| Năm  | Hạng mục                              | Ca khúc                   | Kết quả   |
| ---- | ------------------------------------- | ------------------------- | --------- |
| 1994 | Bài hát rock hay nhất                 | "Are You Gonna Go My Way" | Đề cử     |
| 1994 | Trình diễn rock đơn nam xuất sắc nhất | "Are You Gonna Go My Way" | Đề cử     |
| 1996 | Trình diễn rock đơn nam xuất sắc nhất | "Rock and Roll Is Dead"   | Đề cử     |
| 1999 | Trình diễn rock đơn nam xuất sắc nhất | "Fly Away"                | Đoạt giải |
| 2000 | Trình diễn rock đơn nam xuất sắc nhất | "American Woman"          | Đoạt giải |
| 2001 | Trình diễn rock đơn nam xuất sắc nhất | "Again"                   | Đoạt giải |
| 2001 | Bài hát rock hay nhất                 | "Again"                   | Đề cử     |
| 2002 | Trình diễn rock đơn nam xuất sắc nhất | "Dig In"                  | Đoạt giải |
| 2004 | Trình diễn rock đơn nam xuất sắc nhất | "If I Could Fall In Love" | Đề cử     |

### Giải âm nhạc Billboard
| Năm  | Đề cử / Tác phẩm          | Giải thưởng                         | Kết quả |
| ---- | ------------------------- | ----------------------------------- | ------- |
| 1993 | "Are You Gonna Go My Way" | Top ca khúc từ album rock           | Đề cử   |
| 1993 | Chính anh                 | Top nghệ sĩ có album rock           | Đề cử   |
| 1993 | Chính anh                 | Top nghệ sĩ rock hiện đại           | Đề cử   |
| 1999 | Chính anh                 | Top nghệ sĩ rock hiện đại           | Đề cử   |
| 1999 | Chính anh                 | Top nghệ sĩ Hot 100 - Nam           | Đề cử   |
| 1999 | "Fly Away"                | Top bài hát rock phổ thông          | Đề cử   |
| 2001 | Chính anh                 | Top nghệ sĩ nam                     | Đề cử   |
| 2001 | Chính anh                 | Top nghệ sĩ nam Billboard 200 - Nam | Đề cử   |